# خوسيه مانويل سوتو
خوسيه مانويل سوتو (بالإسبانية: José Manuel Soto)‏ هو دراج كوستاريكي، ولد في 19 سبتمبر 1946 في سان خوسيه في كوستاريكا.

## وصلات خارجية
- خوسيه مانويل سوتو على موقع أرشيف الدراجات (الإنجليزية)
- خوسيه مانويل سوتو على موقع إحصائيات الدراجات الإحترافية (الإنجليزية)
- خوسيه مانويل سوتو على موقع أوليمبيديا (الإنجليزية)